# Paralicella vaporalis
Paralicella vaporalis är en kräftdjursart som beskrevs av J. L. Barnard och Ingram 1990. Paralicella vaporalis ingår i släktet Paralicella och familjen Lysianassidae. Inga underarter finns listade i Catalogue of Life.